# Gontaud-de-Nogaret
Gontaud-de-Nogaret é uma comuna francesa na região administrativa da Nova Aquitânia, no departamento Lot-et-Garonne. Estende-se por uma área de 29,76 km². Em 2010 a comuna tinha 1 702 habitantes (densidade: 57,2 hab./km²).